# ملسورث (كامبريدجشير)
ملسورث (بالإنجليزية: Molesworth, Cambridgeshire)‏ هي قرية تقع في المملكة المتحدة في كامبريدجشير.